# تشاران سينغ
تشودري تشاران سينغ (23 ديسمبر 1902-29 مايو 1987) سياسي هندي ومناضل من أجل الحرية. شغل منصب رئيس وزراء الهند الخامس ورئيس وزراء ولاية اوتار براديش الخامس.
تبع تشاران سينغ مهاتما غاندي في النضال السلمي من أجل الاستقلال عن الحكومة البريطانية، وسجن عدة مرات. في عام 1930، أرسله البريطانيون إلى السجن لمدة 12 عامًا لمخالفته قوانين الملح. سُجن مرة أخرى لمدة عام واحد في نوفمبر 1940 بسبب حركة ساتياغراها الفردية. في أغسطس 1942 سجنه البريطانيون مرة أخرى في ولاية دير وأطلقوا سراحه في نوفمبر 1943.
شغل منصب رئيس وزراء ولاية اوتار براديش الخامس في عام 1970 قبل أن يشغل منصب رئيس وزراء الهند الخامس بين 28 يوليو 1979 و 14 يناير 1980. على الرغم من كونه عضوًا في الكونغرس معظم حياته، فقد أسس لاحقًا حزبه السياسي لوكدال في عام 1980. كثيرًا ما يشير إليه المؤرخون والناس على حد سواء بأنه «بطل فلاحي الهند».

## بداية حياته
ولد تشاران سينغ في 23 ديسمبر 1902 لأبوين هما مير سينغ ونيترا كور في قرية نوربور في منطقة ميروت، مقاطعتي أغرا وعود المتحدتين. كان والده مزارعًا صغيرًا ينتمي إلى عشيرة تواتيا من شعوب الزط. ينحدر رجاله من منطقة غورغون في ولاية هاريانا، حيث كانوا محصلي ضرائب خلال فترة المغول. لكنهم انتقلوا إلى منطقة بولاندشهر في أتر برديش الحالية بعد سقوطهم بسبب معارضة أبرز رجال عشريتهم للبريطانيين خلال التمرد الهندي عام 1857. دخل تشاران سينغ السياسة كجزء من حركة الاستقلال الهندية متأثرًا بالمهاتما غاندي. كان نشطًا منذ عام 1931 في منطقة غازي أباد آريا ساماج وكذلك في المؤتمر الوطني الهندي لمنطقة ميروت الذي سجنه البريطانيون مرتين بسببه. قبل الاستقلال، وبصفته عضوًا في الجمعية التشريعية للمقاطعات المتحدة، المنتخبة في عام 1937، اهتم بشدة بالقوانين التي تضر باقتصاد القرية وكون ببطء موقفه الأيديولوجي والعملي ضد استغلال ملاك الأراضي للفلاحين.
كان بين عامي 1952 و 1968، واحدًا من «ثلاثة قادة رئيسيين لسياسة الدولة في الكونغرس». أصبح معروفًا بشكل خاص في ولاية أوتار براديش منذ خمسينيات القرن العشرين لصياغته أكثر قوانين الإصلاح الزراعي ثورية في حينها وضمان إقرارها في جميع الولايات في الهند تحت وصاية رئيس الوزراء آنذاك جوفيند بالاب بانت؛ أولًا كسكرتير برلماني ثم كوزير للإيرادات مسؤول عن إصلاحات الأراضي. تسلط عليه الضوء على المستوى الوطني منذ عام 1959 عندما عارض علنًا سياسات الأراضي الاشتراكية والجماعية للزعيم ورئيس الوزراء جواهر لال نهرو في جلسة مؤتمر ناغبور. على الرغم من ضعف منصبه في كونغرس أوتار براديش الذي تتنازع عليه الفصائل، غير أن هذه كانت هي النقطة التي بدأت فيها مجتمعات الفلاحين المتوسطين عبر الطوائف في شمال الهند تعتبره متحدثًا باسمها ولاحقًا زعيمًا مطلقًا لها. دافع سينغ عن الإنفاق الحكومي المحدود، والعواقب المفروضة على الضباط الفاسدين، ودافع عن «القبضة الحازمة في التعامل مع مطالب موظفي الحكومة بزيادة الأجور وبدلات الغلاء المعيشي». ومن الجدير بالذكر أيضًا أن قدرته على التعبير عن سياساته وقيمه الواضحة داخل كونغرس أوتار براديش، جعلته يتميز عن زملائه. بعد هذه الفترة، انشق تشاران سينغ عن الكونغرس في 1 أبريل 1967، وانضم إلى حزب المعارضة، وأصبح أول رئيس وزراء غير تابع للكونغرس في اوتار باراديش. كانت هذه فترة تعد فيها الحكومات غير التابعة للكونغرس قوة كبيرة في الهند منذ عام 1967 حتى عام 1971.
شعر كزعيم ل بهاراتيا لوك دال، أحد المكونات الرئيسية لائتلاف جاناتا، بخيبة أمل في طموحه ليصبح رئيسًا للوزراء في عام 1977 بسبب اختيار جايابراكاش نارايان لمورارجي ديساي.
خلال انتخابات لوك سابها عام 1977، اتحدت المعارضة المنقسمة قبل بضعة أشهر من الانتخابات تحت راية حزب جاناتا، الذي كان تشودري تشاران سينغ يكافح من أجله بمفرده تقريبًا منذ عام 1974. أصبح رئيسًا للوزراء بسبب جهود راج نارين، في عام 1979 على الرغم من أن راج نارين كان رئيسًا لحزب جاناتا العلماني وضمن لتشاران سينغ ترقيته كرئيس للوزراء، بنفس الطريقة التي ساعده بها في أن يصبح رئيسًا للوزراء في عام 1967 في ولاية أوتار براديش. مع ذلك، استقال بعد 24 يومًا فقط في منصبه عندما سحب حزب المؤتمر بزعامة أنديرا غاندي دعمه للحكومة. وقال تشاران سينغ إنه استقال لأنه لم يكن مستعدًا للتعرض للابتزاز كي يسحب القضايا المرفوعة ضد أنديرا غاندي المتعلقة بالطوارئ. وأجريت انتخابات جديدة بعد ستة أشهر. استمر تشاران سينغ في قيادة لوك دال في المعارضة حتى وفاته في عام 1987.

## السنوات الأولى-الهند قبل الاستقلال
كان سلف تشاران سينغ زعيمًا بارزًا للتمرد الهندي عام 1857، وهو راجا نهار سينغ من بالابجاره (في هاريانا الحالية). تم إرسال نهار سينغ إلى المشنقة في تشاندني تشوك، دلهي. انتقل أتباع المهراجا، بما في ذلك جد شاران سينغ، شرقًا إلى منطقة بولاندشهر في ولاية أوتار براديش، من أجل الهروب من اضطهاد الحكومة البريطانية بعد هزيمتهم.
حصل على درجة الماجستير في الآداب عام 1925 وشهادة في القانون عام 1926 من جامعة أغرا. بدأ العمل كمحام مدني في غازي أباد عام 1928.
في فبراير 1937 تم انتخابه من دائرة تشابراولي (باغبات) عضوًا في الجمعية التشريعية للمقاطعات المتحدة عن عمر يناهز 34 عامًا. في عام 1938 قدم مشروع قانون سوق المنتجات الزراعية في الجمعية والذي نشر في أعداد صحيفة هندوستان تايمز في دلهي بتاريخ 31 مارس 1938. كان الهدف من مشروع القانون حماية مصالح المزارعين من جشع التجار. تم اعتماد مشروع القانون من قبل معظم الولايات في الهند، وكانت بنجاب أول ولاية تعتمده في عام 1940.
تبع تشاران سينغ المهاتما غاندي في النضال السلمي من أجل الاستقلال عن الحكومة البريطانية، وسجن عدة مرات. في عام 1930، أرسله البريطانيون إلى السجن لمدة 12 عامًا لمخالفته قوانين الملح. سُجن مرة أخرى لمدة عام واحد في نوفمبر 1940 بسبب حركة ساتياغراها الفردية. في أغسطس 1942 سجنه البريطانيون مرة أخرى في ولاية دير وأطلقوا سراحه في نوفمبر 1943.